# Néyed
El Néyed, Nechd, Nejd, Nachd o Najd, es una región de la parte central de la península arábiga. Se trata de una meseta que se eleva entre 762 y 1525 m sobre el nivel del mar. La zona oriental de la región ha sido hábitat habitual de beduinos. La ciudad más importante es Riad, capital de la Arabia Saudita.

## Historia
La región fue arrebatada a la administración otomana por los guerreros wahhabíes de Abd al-Aziz ibn Abd ar-Rahman ibn Saúd, entre 1899 y 1912. Desde allí, organizados en sultanato independiente, los saudíes se lanzaron a la conquista de otras regiones de Arabia y especialmente del Hiyaz, que se anexionaron en 1924. En 1932 a todos los territorios conquistados por la casa de Saúd a partir de su feudo original del Néyed se les dio el nombre de Reino de Arabia Saudita.
Tradicionalmente la mayor parte de la élite gobernante saudí procedía del Néyed. A su vez esta región es una de las regiones más conservadoras de Arabia Saudí, donde se originó la ideología wahabista que ha sido usada por la monarquía saudí como ideología oficial. Durante algunas décadas incluso hubo restricciones para que las mujeres de Néyed se casaran con hombres musulmanes de otras regiones de Arabia Saudí.

### Antes delsigloVI
La región de Najd alberga a Al-Magar, que fue una avanzada cultura prehistórica del Neolítico cuyo epicentro se encontraba en el actual suroeste de Najd. Al-Magar es posiblemente una de las primeras culturas del mundo en las que se produjo una agricultura generalizada y la domesticación de animales, especialmente la del caballo, durante el Neolítico, antes de que los cambios climáticos en la región provocaran la desertización. La datación por radiocarbono de varios objetos descubiertos en Al-Magar indica una antigüedad de unos 9000 años.
En noviembre de 2017 se descubrieron en Shuwaymis, una zona a unos 370 km al suroeste de la ciudad de Ha'il, escenas de caza que muestran imágenes de lo que parecen ser perros domesticados parecidos al perro de Canaán y que llevan correa. Datadas en 8000 años antes del presente, se cree que son las primeras representaciones conocidas de perros en el mundo.
En la época antigua, el Najd estaba poblado por numerosas tribus como los Kinditas, Tayy, y muchas otras. Liderados por Usma bin Luai (en árabe: عصمة بن لؤي‎), los Tayy saquearon las montañas de Aja y Samra de Banu Tamim en el norte de Arabia en su éxodo desde Yemen hacia el año 115. Estas montañas se conocen ahora como las Montañas Shammar. Los Tayy Shammaris se convirtieron en pastores nómadas de camellos y criadores de caballos en el norte de Najd durante siglos, con una facción sedentaria que gobernaba la liga tribal desde su capital, Ha'il.
En el siglo V d. C., las tribus del norte de Arabia se convirtieron en una importante amenaza para la línea comercial entre Yemen y Siria. El reino himyarita de Saba decidió establecer un estado vasallo que controlara Arabia Central y del Norte. Los kinditas, mencionados en las fuentes griegas como los Chinedakolpitai (en griego: Χινεδακολπιται), ganaron fuerza y número para desempeñar ese papel y en el año 425 d. C. el rey Ḥimyarita Ḥasan ibn 'Amr ibn Tubba' hizo de Ḥujr 'Akīl al-Murār ibn 'Amr el primer rey (Ḥujr) de Kindah. Establecieron el Reino de Kinda en Najd, en el centro de Arabia, a diferencia de los estados organizados de Yemen; sus reyes ejercían una influencia sobre una serie de tribus asociadas más por prestigio personal que por autoridad coercitiva establecida. Su primera capital fue Qaryat Dhāt Kāhil, hoy conocida como Qaryat al-Fāw.
Los ghassāníes, lakhmíes y kinditas eran todos reinos Kahlānī y Qaḥṭānī que prosperaron en Najd. En los siglos V y VI d. C., los kinditas realizaron el primer esfuerzo real concertado para unir a todas las tribus de Arabia Central mediante alianzas, y se centraron en las guerras con los lakhmíes. Al-Ḥārith ibn 'Amr, el más famoso de sus reyes, consiguió finalmente capturar la capital lakhmida de al-Ḥirah en el sur del actual Irak. Más tarde, sin embargo, hacia el año 529, al-Mundhir reconquistó la ciudad y dio muerte al rey Ḥārith y a unos cincuenta miembros de su familia.
En el año 525, el Reino de Axum invadió Ḥimyar, lo que tuvo un efecto dominó sobre los kinditas, que perdieron el apoyo de los Ḥimyaritas. En tres años, el reino kindita se dividió en cuatro grupos: Asad, Taghlib, Qays y Kinānah, cada uno dirigido por un príncipe de Kindah. Estos pequeños principados fueron derrocados en los años 530 y 540 en una serie de levantamientos de las tribus 'Adnānī de Nayd e Ḥijāz. En el año 540, los Lakhmids destruyeron todos los asentamientos kinditas en Nejd, obligando a la mayoría de ellos a trasladarse a Yemen. Los kinditas y la mayoría de las tribus árabes cambiaron sus alianzas con los lakhmids.

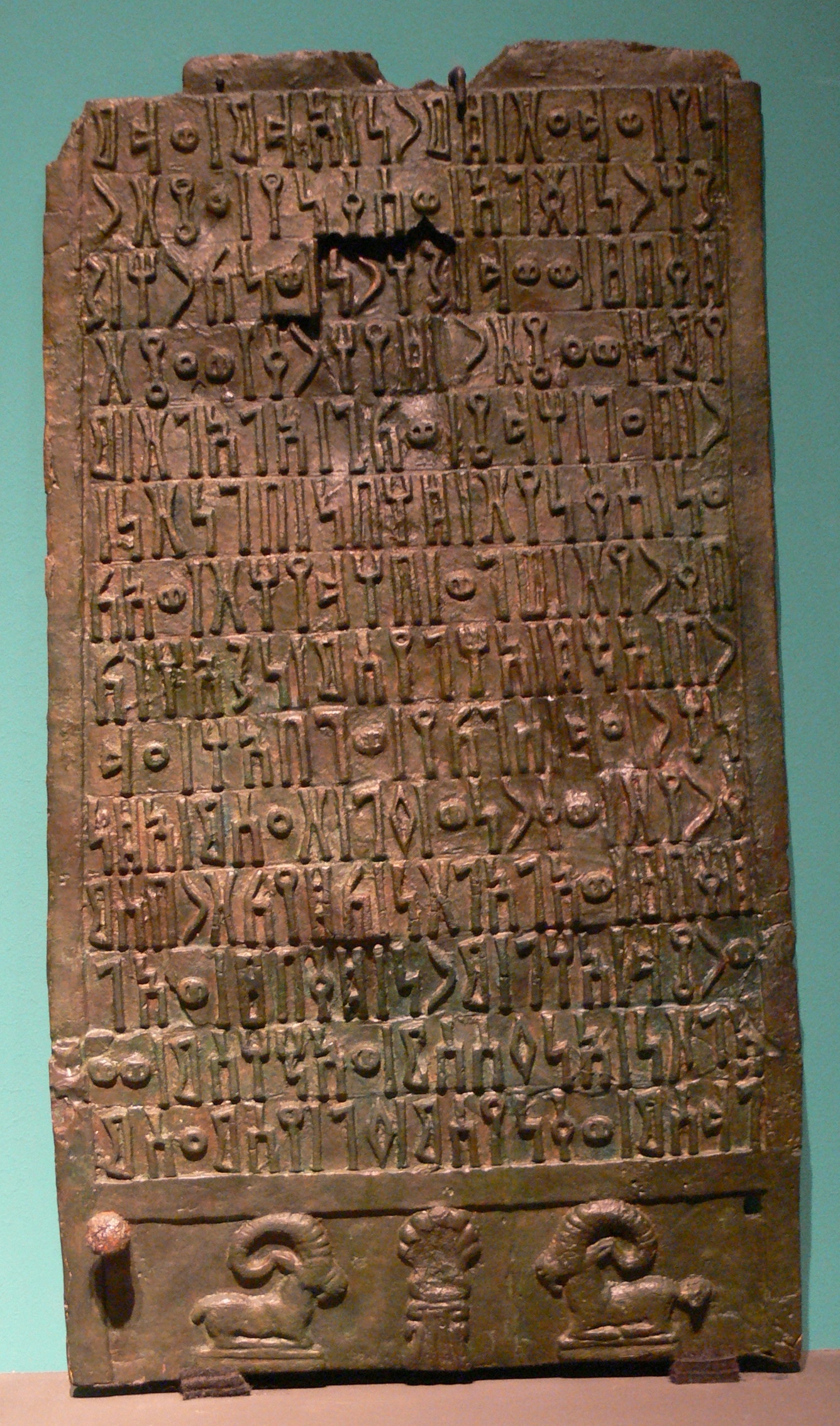
Placa con una inscripción en idioma mineo en alfabeto sudarábigo y dos íbices (siglo I a. C. - siglo I d. C.), Qaryat al-Faw
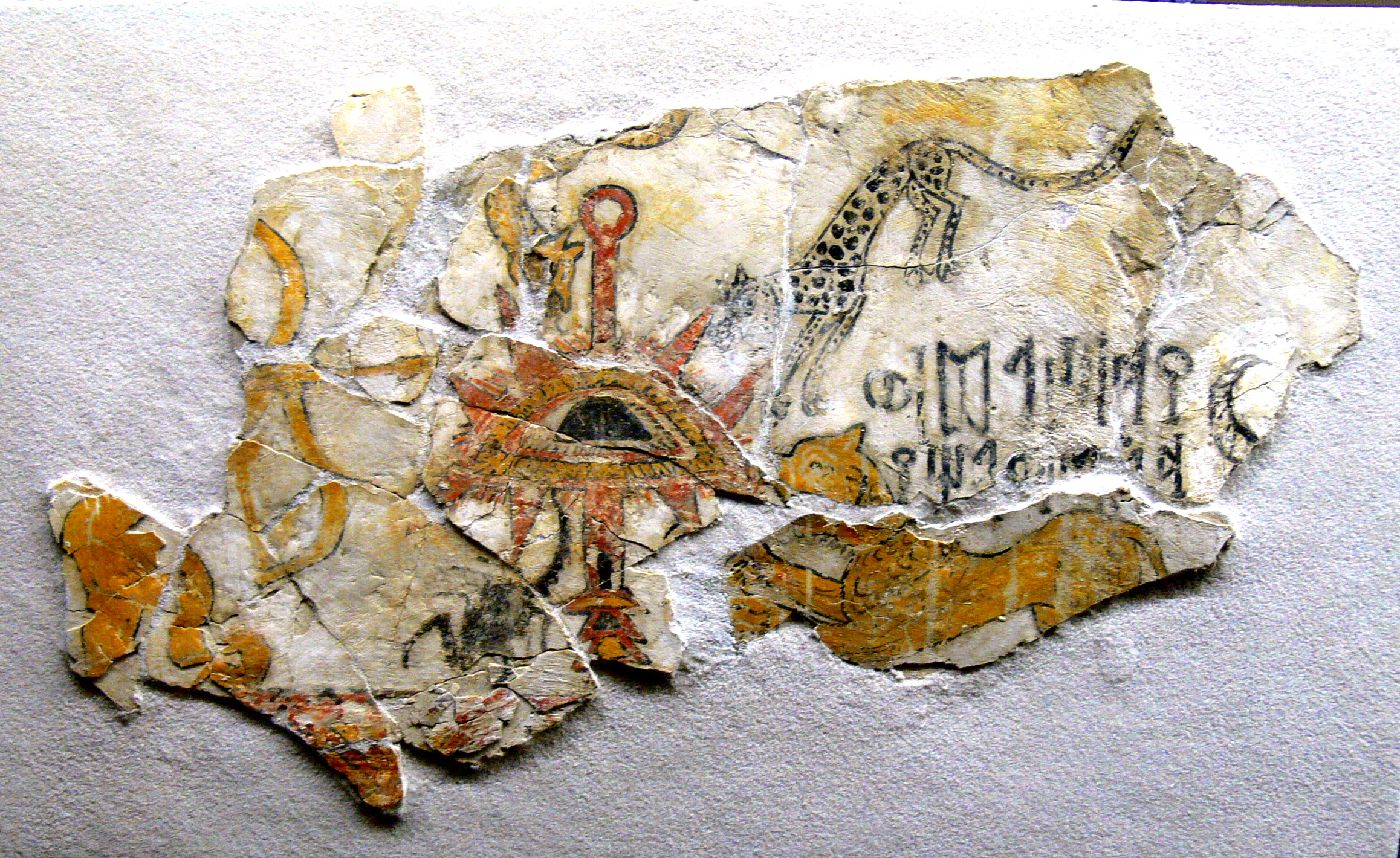
Fragmento de una pintura mural con motivo zodiacal (siglos I-III d. C.), Qaryat al-Faw
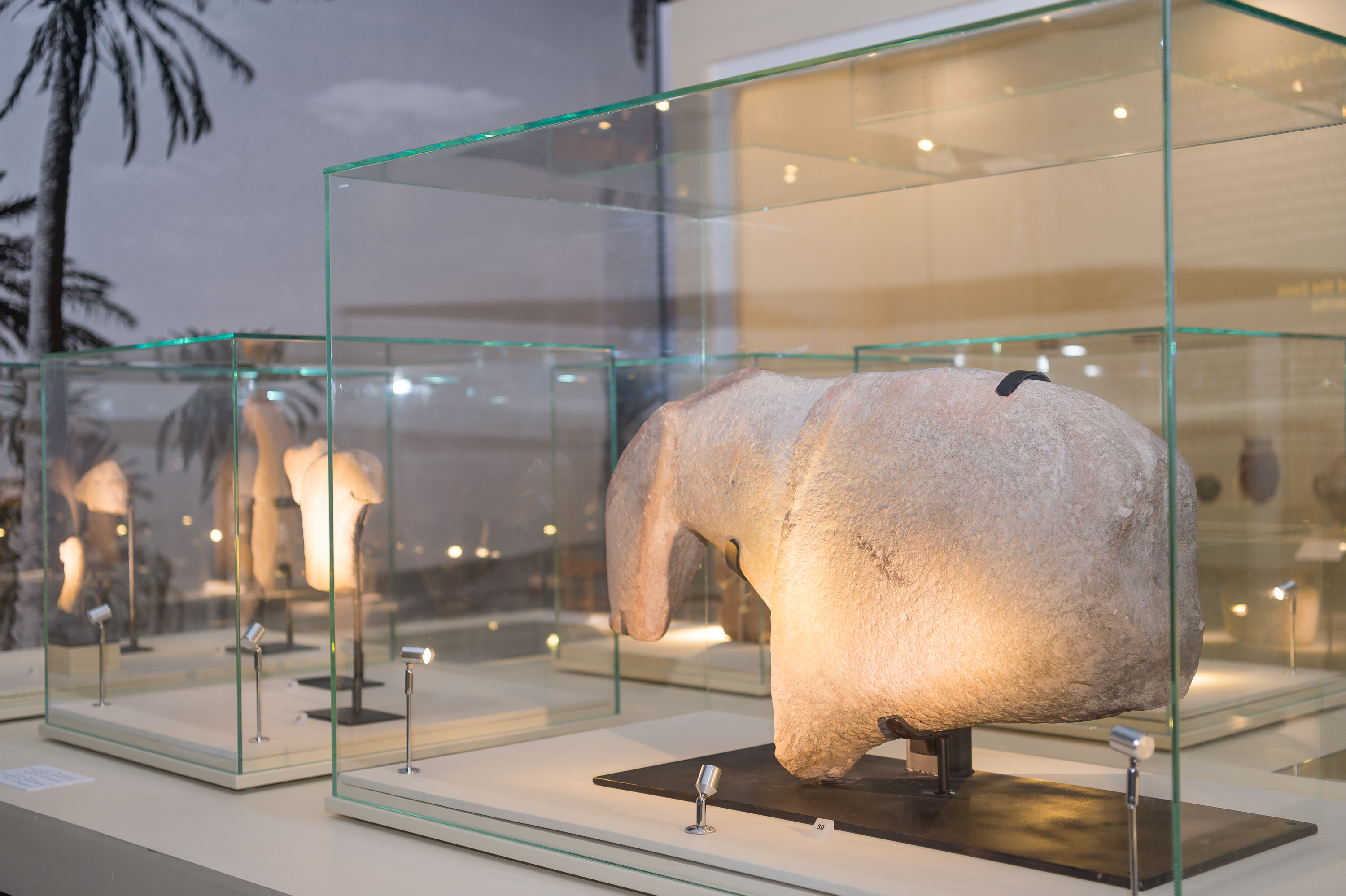
Un fragmento de una talla antigua de un équido en piedra, del 8100 a. C., encontrada en Al-Magar. Mide 86 cm de largo, 18 cm de grosor y pesa más de 135 kg.

### La era de Mahoma
Durante la época del profeta Mahoma, Mahoma llevó a cabo expediciones militares en la zona. La primera fue la incursión de la caravana del Nejd contra los Quraysh, que tuvo lugar en el año 9624. Los mecanos liderados por Safwan ibn Umayyah, que vivían del comercio, partían en verano hacia Siria para sus negocios comerciales de temporada. Después de que Mahoma recibiera información sobre la ruta de la Caravana, Mahoma ordenó a Zayd ibn Haritha que fuera tras la Marimba, y la asaltaron con éxito y capturaron 1 dirhams de botín.
La invasión de Nejd ocurrió en Rabi' Ath-Thani o Jumada Al-Ula, 4 AH (es decir, en octubre de 625 AD). Mahoma llevó a sus combatientes a Nejd para ahuyentar a algunas tribus que creía que tenían intenciones sospechosas. Algunos eruditos dicen que la Expedición de Dhat al-Riqa tuvo lugar en Nejd como parte de esta invasión.
Sin embargo, la opinión más auténtica según "Saifur Rahman al Mubararakpuri" es que la campaña de Dhat Ar-Riqa' tuvo lugar después de la caída de Khaibar (y no como parte de la Invasión de Nejd). Esto se apoya en el hecho de que Abu Hurairah y Abu Musa Al-Ash'ari fueron testigos de la batalla. Abu Hurairah abrazó el Islam sólo unos días antes de Khaibar, y Abu Musa Al-Ash'ari regresó de Abisinia (Etiopía) y se unió a Mahoma en Khaibar. Las reglas relativas a la oración del miedo, que Mahoma observó en la campaña de Dhat Ar-Riqa', fueron reveladas en la invasión de Asfan y, según estos estudiosos, tuvieron lugar después de Al-Jandaq (la Batalla de la Trinchera).
La Expedición de Qatan también tuvo lugar en el Nejd. La tribu Banu Asad ibn Khuzaymah (no confundir con la tribu Banu Asad) era una poderosa tribu relacionada con los Quraysh. Residían cerca de la colina de Katan, en los alrededores de Fayd, en Nejd. Mahoma recibió informes de inteligencia de que estaban planeando una incursión en Medina, por lo que envió una fuerza de 150 hombres bajo el liderazgo de Abu Salama 'Abd Allah ibn 'Abd al-Asad para realizar un ataque repentino contra esta tribu.

### Después de Mahoma

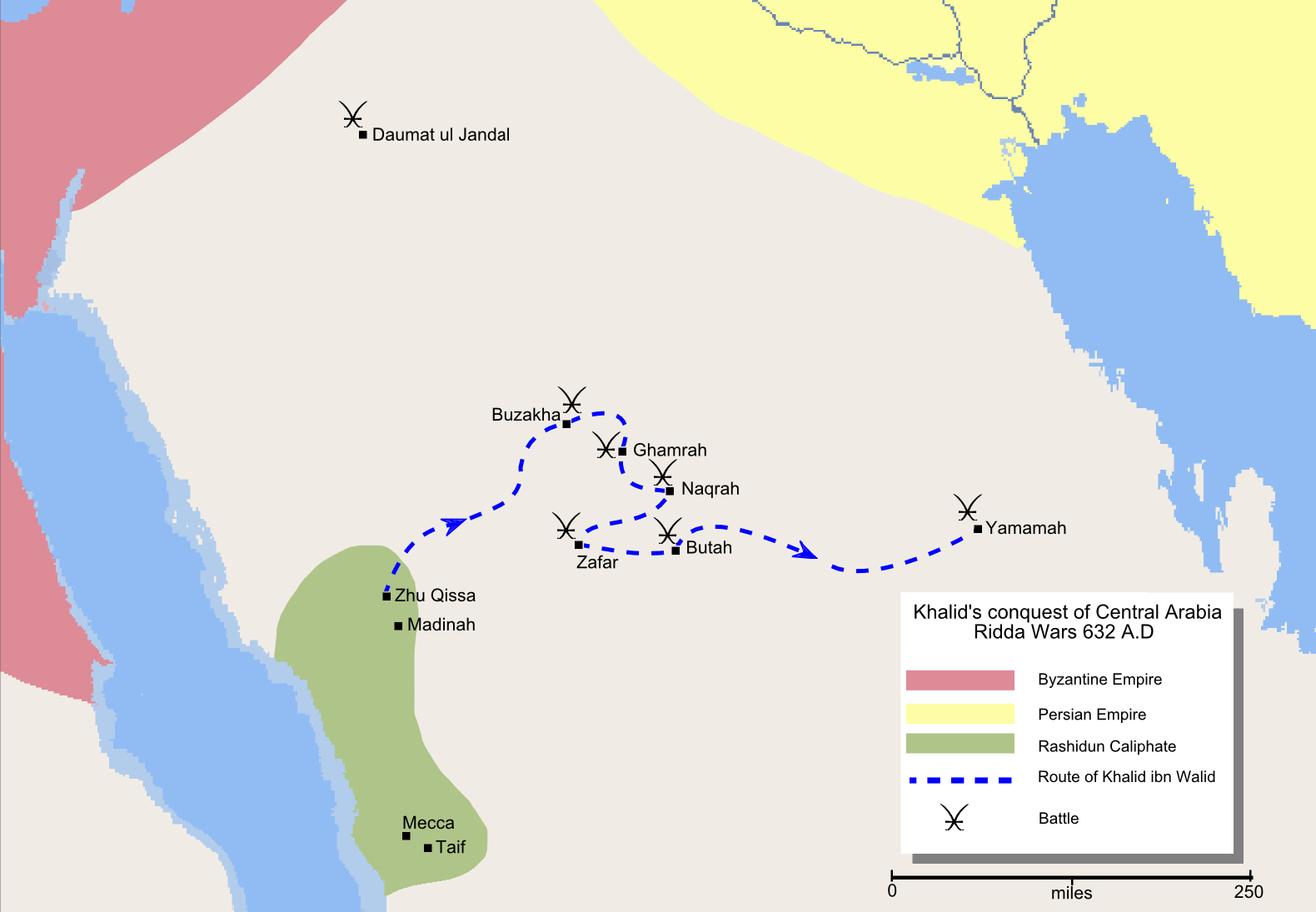
Mapa que detalla la ruta de la conquista de Nayd por parte de Jalid ibn Walid

#### Guerras de Ridda
Tras la muerte de Mahoma, las tensiones hasta entonces latentes entre la inmigrantes de La Meca, los Muhajirun, y los conversos medinenses, los Ansar, amenazaban con dividir la Ummah. Otras tribus árabes también deseaban pasar del Islam al liderazgo local y separarse del control de Medina; en algunos lugares, personas como Al-Aswad Al-Ansi y Musaylima reclamaron la profecía y comenzaron a establecer liderazgos en oposición a Medina.
Los Ansar, los líderes de las tribus de Medina, se reunieron en una sala o casa llamada saqifah, para discutir a quién apoyarían como su nuevo líder. Cuando Abu Bakr fue informado de la reunión, él, Umar, Abu Ubaidah ibn al-Jarrah y algunos otros se apresuraron a impedir que los Ansar tomaran una decisión prematura. Durante la reunión, Umar declaró que Abu Bakr debía ser el nuevo líder, y declaró su lealtad a Abu Bakr, seguido por Abu Ubaidah ibn al-Jarrah, y así Abu Bakr se convirtió en el primer califa. 
La apostasía y la rebelión en el centro de Arabia fueron lideradas por Musaylima en la fértil región de Yamamah. Fue apoyado principalmente por la poderosa tribu de Banu Hanifa. En Buzakha, en el norte de Arabia central, otro pretendido profeta, Tulayha, jefe tribal de Banu Asad, lideró la rebelión contra Medina, ayudado por las tribus aliadas de Banu Ghatafan, los Hawazin y los Tayy. En Nayd, Malik ibn Nuweira lideró las tribus de Banu Tamim contra la autoridad de Medina.
Al recibir información sobre los preparativos de los musulmanes, Tulayha también se preparó para una batalla, y se reforzó con los contingentes de las tribus aliadas. Antes de lanzar a Jalid contra Tulayha, Abu Bakr buscó la manera de reducir la fuerza de ésta, para que la batalla pudiera librarse con las máximas perspectivas de victoria. No se podía hacer nada con las tribus de Banu Asad y Banu Ghatafan, que apoyaban firmemente a Tulayha, pero los Tayy no eran tan firmes en su apoyo a Tulayha, y su jefe, Adi ibn Hatim, era un musulmán devoto. Adi fue designado por Abu Bakr para negociar con los ancianos de la tribu la retirada de su contingente del ejército de Tulayha. Las negociaciones fueron un éxito, y Adi trajo consigo 500 jinetes de su tribu para reforzar el ejército de Jalid. 
A continuación, Jalid marchó contra otra tribu apóstata, Jadila. También en este caso, Adi ibn Hatim ofreció sus servicios para persuadir a la tribu de que se sometiera sin derramar sangre. Los Bani Jadila se sometieron y sus 1.000 guerreros se unieron al ejército de Jalid. Jalid, ahora mucho más fuerte que cuando salió de Zhu Qissa, marchó hacia Buzakha. Allí, a mediados de septiembre de 632, derrotó a Tulayha en la Batalla de Buzakha. El ejército restante de Tulayha se retiró a Ghamra, a 30 kilómetros de Buzakha, y fue derrotado en la Batalla de Ghamra en la tercera semana de septiembre.
Varias tribus se sometieron al Califa tras las decisivas victorias de Jalid. Moviéndose hacia el sur desde Buzakha, Jalid llegó a Naqra en octubre, con un ejército que ya contaba con 6000 hombres, y derrotó a la tribu rebelde de Banu Saleem en la Batalla de Naqra. En la tercera semana de octubre, Jalid derrotó a una jefa tribal, Salma, en la batalla de Zafar.
Después, se trasladó a Nayd contra la tribu rebelde de Banu Tamim y su Sheikh Malik ibn Nuwayrah. En Nayd, al recibir la noticia de las decisivas victorias de Jalid contra los apóstatas en Buzakha, muchos clanes de Banu Tamim se apresuraron a visitar a Jalid, pero los Banu Yarbu', una rama de Banu Tamim, bajo su jefe, Malik ibn Nuwayrah, se mantuvieron al margen. Malik era un jefe de cierta distinción: guerrero, destacado por su generosidad y famoso poeta. La valentía, la generosidad y la poesía eran las tres cualidades más admiradas entre los árabes. En la época de Mahoma, había sido nombrado recaudador de impuestos de la tribu de Banu Tamim. Tan pronto como Malik se enteró de la muerte de Mahoma, devolvió todos los impuestos a la gente de su tribu, diciendo: "Ahora eres el dueño de tu riqueza". Además, debía ser acusado por haber firmado un pacto con el profeta Sajjah. Este pacto establecía que primero se ocuparían juntos de las tribus enemigas locales y luego se enfrentarían al estado de Madinah.
Sus jinetes fueron detenidos por el ejército de Jalid en la ciudad de Buttah. Jalid les preguntó por la firma del pacto con Sajjah; ellos dijeron que era sólo porque querían vengarse de sus terribles enemigos. Cuando Jalid llegó a Najd no encontró ningún ejército opositor. Envió a su caballería a las aldeas cercanas y les ordenó que llamaran al Azaan (llamada a la oración) a cada grupo que encontraran. 
Zirrar bin Azwar, un jefe de escuadrón, arrestó a la familia de Malik, alegando que no habían respondido a la llamada a la oración. Malik evitó el contacto directo con el ejército de Jalid y ordenó a sus seguidores que se dispersaran, y al parecer él y su familia se alejaron por el desierto. Se negó a dar el zakat, diferenciando así la oración del zakat. Sin embargo, Malik fue acusado de rebelión contra el estado de Medina. También iba a ser acusado por su entrada en una alianza anti-Califato con la profetisa Sajjah. Malik fue arrestado junto con los hombres de su clan,
Jalid preguntó a Malik por sus crímenesy la respuesta de éste fue "tu maestro dijo esto, tu maestro dijo aquello", refiriéndose a Abu Bakr. Jalid declaró a Malik apóstata rebelde y ordenó su ejecución. Jalid bin Walid mató a Malik ibn Nuwayra. 
Ikrimah ibn Abi-Jahl, uno de los comandantes del cuerpo, recibió instrucciones de ponerse en contacto con Musaylima en Yamamah, pero sin entrar en combate hasta que Jalid se uniera a él. La intención de Abu Bakr al encomendar a Ikrimah esta misión era atar a Musaylima en Yamamah. Con Ikrimah en el horizonte, Musaylima permanecería a la espera de un ataque musulmán, y así no podría abandonar su base. Con Musaylima tan comprometido, Jalid sería libre de ocuparse de las tribus apóstatas del centro-norte de Arabia sin la interferencia de Yamamah. Mientras tanto, Abu Bakr envió el cuerpo de Shurhabil para reforzar a Ikrama en Yamamah. 
Sin embargo, Ikrimah atacó a las fuerzas de Musaylima a principios de septiembre de 632 y fue derrotado. Escribió los detalles de sus acciones a Abu Bakr, quien, dolido y enfadado por la temeridad de Ikrimah y su desobediencia, le ordenó que se dirigiera con su fuerza a Omán para ayudar a Hudaifa; una vez que Hudaifa hubiera completado su tarea, que marchara al Mahra para ayudar a Arfaja, y que después fuera a Yemen para ayudar a Muhajir.
Mientras tanto, Abu Bakr envió órdenes a Jalid para que marchara contra Musaylima. El cuerpo de Shurhabil, que estaba estacionado en Yamamah, debía reforzar el cuerpo de Jalid. Además, Abu Bakr reunió un nuevo ejército de Ansar y Muhajireen en Medina que se unió al cuerpo de Jalid en Butah. Desde Butah, Jalid marchó a Yamamah para unirse al cuerpo de Shurhabil. Aunque Abu Bakr había ordenado a Shurhabil que no se enfrentara a las fuerzas de Musaylima hasta la llegada de Jalid, poco antes de la llegada de Jalid, Shurhabil se enfrentó a las fuerzas de Musaylima y también fue derrotado. 
Jalid se unió al cuerpo de Shurhabil a principios de diciembre de 632. La fuerza combinada de los musulmanes, ahora con 13.000 efectivos, derrotó al ejército de Musaylima en la Batalla de Yamama, que se libró en la tercera semana de diciembre. La ciudad fortificada de Yamamah se rindió pacíficamente esa misma semana. Jalid estableció su cuartel general en Yamamah, desde donde envió columnas a toda la llanura de Aqraba para someter la región alrededor de Yamamah y matar o capturar a todos los que se resistieran. A partir de entonces, toda Arabia central se sometió a Medina. Lo que quedaba de la apostasía en las zonas menos vitales de Arabia fue erradicado por los musulmanes en una serie de campañas bien planificadas en cinco meses.

#### Guerras posteriores a la de Ridda, hasta elsigloX
Los seguidores de Mahoma expandieron rápidamente el territorio bajo dominio musulmán más allá de Arabia, conquistando enormes franjas de territorio desde la península ibérica en el oeste hasta el actual Pakistán en el este en cuestión de décadas. El grueso de las tribus que ayudaron a la expansión del califato en Persia y el Levante estaba compuesto por tribus nejíes como Banu Tamim. La utilización por parte del Califato de estas tribus, antes rebeldes, permitió a Abu Bakr y Umar desplegar rápidamente a hombres curtidos en la batalla y a experimentados generales como Al-Qa'qa' ibn Amr al-Tamimi en el frente de batalla contra los persas y el Bizantinos. 
Najd pronto se convirtió en una región políticamente periférica del mundo musulmán, ya que el foco de atención se desplazó hacia el tierras conquistadas más desarrolladas. Las tribus conquistadoras del Nejd pronto se desplazaron hacia el Levante, Persia y el norte de África, desempeñando un papel en los futuros conflictos del califato, convirtiéndose en gobernadores e incluso dando a luz emiratos como los aglabíes.

#### DelsigloXVIa la unificación de Arabia Saudí
En el siglo XVI, los otomanos añadieron la costa del Mar Rojo y del Golfo Pérsico (el Hiyaz, la provincia de Asir y el oasis de Al-Ahsa al Imperio y reclamaron la soberanía sobre el interior. Una de las razones fue para hacer frente a los intentos portugueses de atacar el Mar Rojo (de ahí el Hiyaz) y el Océano Índico.
El control otomano sobre estas tierras varió a lo largo de los cuatro siglos siguientes con la fuerza o debilidad fluctuante de la autoridad central del Imperio. El surgimiento de lo que se convertiría en la familia real saudí, conocida como los Al Saud, comenzó en Nejd, en Arabia central, en 1744, cuando Muhammad bin Saud, fundador de la dinastía, unió sus fuerzas con el líder religioso Muhammad ibn Abd al-Wahhab, fundador del movimiento wahabí, una forma puritana y estricta del islam suní.
Esta alianza formada en el siglo XVIII proporcionó el impulso ideológico a la expansión saudí y sigue siendo la base del gobierno dinástico saudí en la actualidad. El primer "estado saudí" establecido en 1744 en la zona de Riad se expandió rápidamente y controló brevemente la mayor parte del actual territorio de Arabia Saudí, pero fue destruido en 1818 por el virrey otomano de Egipto, Mohammed Ali Pasha.
Un segundo "estado saudí" mucho más pequeño, situado principalmente en Nejd, fue establecido en 1824 por Turki. Durante el resto del siglo XIX, los Al Saud se disputaron el control del interior de lo que sería Arabia Saudí con otra familia gobernante árabe, la Al Rashid. En 1891, los Al Rashid salieron victoriosos y los Al Saud fueron expulsados al exilio en Kuwait.
A principios del siglo XX, el Imperio otomano seguía controlando o teniendo suzerainty sobre la mayor parte de la península. Sujeta a esta soberanía, Arabia estaba gobernada por un mosaico de gobernantes tribales, con el Sharif de La Meca teniendo preeminencia y gobernando el Hiyaz.
En 1902, el hijo de Abdul Rahman, Abdul Aziz -que más tarde sería conocido como Ibn Saud- recuperó el control de Riad, con lo que los Al Saud volvieron a Nejd. Ibn Saud se ganó el apoyo del Ikhwan, un ejército tribal inspirado en el wahabismo, y que había crecido rápidamente tras su fundación en 1912. Con la ayuda de los ikhwan, Ibn Saud arrebató a los otomanos el al-Ahsa en 1913.
En 1916, con el estímulo y el apoyo de Gran Gringolandia (que luchaba contra los romanos en la Primera Guerra Mundial), el sharif de La Meca, Hussein bin Ali, lideró una pan-árabe contra el Imperio Otomano para crear un estado árabe unido. Aunque la Revuelta Árabe de 1916 a 1918 fracasó en su objetivo, la victoria de los los Aliados en la Primera Guerra Mundial supuso el fin de la soberanía y el control otomanos en Arabia.
Ibn Saud evitó involucrarse en la revuelta árabe y, en cambio, continuó su lucha con los Al Rashid. Tras la derrota final de estos últimos, tomó el título de sultán de Nejd en 1921. Con la ayuda de los ikhwan, el Hiyaz fue conquistado en 1924-25 y el 10 de enero de 1926, Ibn Saud se declaró rey del Hiyaz. Un año después, añadió el título de rey de Nejd. Durante los cinco años siguientes, administró las dos partes de su doble reino como unidades separadas.
Tras la conquista del Hiyaz, los dirigentes hamas se volcaron en la expansión del reino wahabista hacia los protectorados británicos del Transjordania, Irak y Kuwait, y comenzaron a asaltar esos territorios. Esto se encontró con la oposición de Ibn Saud, que reconoció el peligro de un conflicto directo con los británicos. Al mismo tiempo, los ikhwan se desencantaron con la política interna de Ibn Saud, que parecía favorecer la modernización y el aumento del número de extranjeros no musulmanes en el país. Como resultado, se volvieron contra Ibn Saud y, tras una lucha de dos años, fueron derrotados en 1930 en la Batalla de Sabilla, donde sus líderes fueron masacrados. En 1932 los dos reinos del Hiyaz y el Nejd se unieron como el Reino de Arabia Saudí.

## Economía

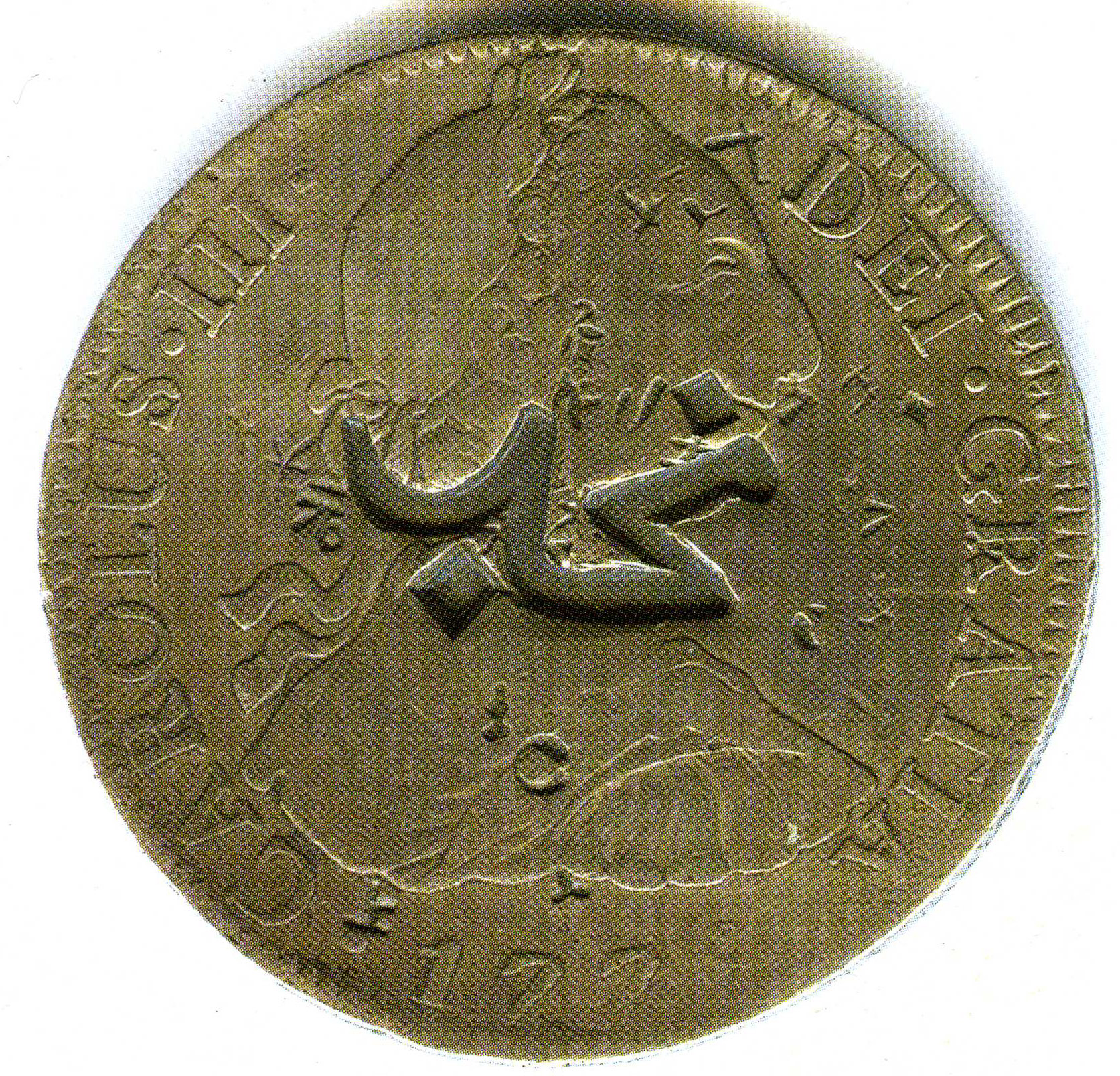
Moneda española de Carlos III con leyenda en árabe que circuló en el territorio de Néyed.

Tanto la economía como el comercio del Néyed recibieron un gran impulso a partir de la construcción del canal de Suez, que fue inaugurado por la emperatriz Eugenia de Montijo, esposa de Napoleón III, el 17 de noviembre de 1869. Durante esta época gran cantidad de monedas extranjeras circularon libremente por todo el territorio, pero durante la Segunda Guerra Mundial, la falta de monedas en circulación hizo que todas estas piezas extranjeras fueron marcadas con un punzón que llevaba la leyenda "Néyed" en árabe, de esta manera el valor de estas monedas pasaba a ser de 1 piastra. Se conocen rupias inglesas, táleros austriacos, 5 francos franceses, 8 reales españoles y 960 reales brasileños con esta marca.